# Blabia oculifera
Blabia oculifera là một loài bọ cánh cứng trong họ Cerambycidae.